# Ducatul de Bavaria
Ducatul Bavariei (în germană Herzogtum Bayern) a fost o regiune de frontieră situată în partea de sud-est a Regatului Merovingian din secolul al VI-lea până în secolul al VIII-lea. Stabilit de triburile bavareze, ducatul a fost condus de duci (în latină duces) în timpul Imperiului Franc. Un nou ducat a fost creat în această regiune în timpul declinului Imperiului Carolingian la sfârșitul secolului al IX-lea. A fost unul dintre ducatele originare ale Franciei Răsăritene care a evoluat și transformat în Sfântul Imperiu Roman.
În timpul luptelor interne ale dinastiei ottoniene, teritoriul ducatului bavarez a fost considerabil diminuat prin apariția și separarea Ducatului Carintia în 976. Între 1070 și 1180 împăraților Sfântului Imperiu Roman li s-a opus din nou puternic ducatul Bavaria, în special familia Welfilor. În conflictul final dintre dinastiile Welf și Hohenstaufen, împăratul Frederic Barbarossa i-a impus interdicția imperială ducelui Henric Leul și l-a privat de feudele sale din Bavaria și Saxonia. Împăratul a dat Bavaria Casei de Wittelsbach, care păstrat-o în stăpânire până în 1918. În timpul Războiului de Treizeci de ani în 1623 ducele bavarez a primit titlul de principe elector.
Ducatul medieval se întindea în regiunile Bavaria Superioară, Bavaria Inferioară și Palatinatul Superior al Rinului, iar în cadrul statului german contemporan ducatul se întindea în Bavaria actuală, precum și în regiunile austriece adiacente Tirol, Salzburg și partea de vest a Austriei Superioare. Principala reședință ducală a fost la Regensburg, iar apoi la München.

### Bavaria și dinastia Agilolfingilor sub dominația francilor
La puțin timp după stabilirea lor în teritoriul care corespunde landului Bavaria de astăzi, triburile bavarezilor (ba(iu)varilor) au ajuns sub dominația francă. Francii au transformat Bavaria într-o formațiune statală de frontieră, menită să ferească statul franc de eventuale invazii de populații estice, între care avarii și slavii, iar populația din Bavaria a devenit o sursă de recrutare pentru armatele france. În jurul anului 550, francii au pus provincia sub administrația unui duce, fie de origine francă, fie recrutat din familii locale înstărite, având rolul de guvernator regional și reprezentant al regelui franc. 
Primul duce consemnat în izvoarele documentare a fost Garibald I, din puternica familie a Agilolfingilor.. Momentul a marcat începutul unei lungi serii de duci proveniți din această familie, aflată la conducerea ducatului până în anul 788.
Timp de un secol și jumătate, ducii de Bavaria au rezistat incursiunilor slave în partea de est a ducatului, iar, începând cu epoca ducelui Theodo I, ducatul și-a dobândit independența deplină față de regii franci merovingieni, din ce în ce mai slăbiți în urma disputelor interne. Însă când Carol Martel din dinastia carolingiană a devenit conducătorul de facto al statului franc, el i-a readus pe bavarezi în stadiul de dependență, deposedând doi duci consecutivi ai Bavariei pentru insubordonare. La rândul său, Pepin cel Scurt, fiul lui Carol Martel, a menținut dominația francă, iar câteva legături matrimoniale s-au stabilit între Carolingieni și Agilolfingi, aceștia din urmă promovând această de politică și față de regii lombarzi.
Un cod de legi al Bavariei a fost elaborat în perioada 739-748, în timpul ducelui Odilo. Clauze suplimentare au fost adăugate ulterior, purtând o evidentă influență francă. Potrivit acestora, ducatul aparținea familiei Agilolfingilor, ducele fiind ales de popor, însă cu confirmarea regelui franc, față de care ducele datora credință. Totodată, au fost confirmate cinci familii nobiliare.

### Creștinismul
Creștinismul a pătruns în Bavaria încă sub stăpânirea romană, însă o nouă eră a fost inaugurată de Rupert, episcop de Worms, când a sosit în ducat la invitația ducelui Theodo I, în anul 696. Rupert a întemeiat mai multe mănăstiri, aidoma Sf. Emmeram, episcop de Poitiers. Pe de altă parte, secolul al VIII-lea a fost martorul unei reacții a păgânismului, însă sosirea în Bavaria în jurul anului 734 a Sf. Bonifaciu a consolidat creștinismul în regiune. Bonifaciu a organizat biserica bavareză și a înființat sau restaurat episcopiile din Salzburg, Freising, Regensburg și Passau.

### Relațiile cu francii
Devenit duce de Bavaria în 749, Tassilo al III-lea a recunoscut în 757 supremația regelui franc Pepin cel Scurt, însă ceva mai târziu a refuzat să contribuie la războiul acestuia din Aquitania. Mai mult, în timpul primilor ani de domnie a regelui Carol cel Mare, Tassilo a luat decizii în diferite dispute ecleziastice sau civile fără consultarea suzeranului său, acționând în general ca un conducător independent. Controlul său asupra trecătorilor din Alpi, poziția de aliat al avarilor și de ginere al regelui longobard Desiderius au reprezentat amenințări grave la adresa regatului franc, drept pentru care Carol cel Mare a luat poziție, fiind hotărât să îl înlăture pe ducele de Bavaria.
Detaliile asupra acestei confruntări au rămas neclare. Tassilo al III-lea a depus omagiu de supunere în 781, reînnoindu-l în 787, probabil ca urmare a prezenței oștirii france. Dar situația s-a agravat în continuare, iar în 788 regele francilor l-a judecat pe duce la Ingelheim și l-a condamnat la moarte pentru trădare. Însă Carol i-a comutat lui Tasilo pedeapsa capitală în intrarea într-o mănăstire, iar ducele bavarez a renunțat la posesiunile sale prin tratatul de la Frankfurt din 794.
Gerold, unul dintre cumnații lui Carol cel Mare, a guvernat Bavaria până în 799, când a murit în timpul unor bătălii cu avari. Administrarea Bavariei a fost preluată de diverși conți franci, care au făcut ca teritoriul să fie alipit complet în noului imperiu creat de Carol cel Mare. Măsurile luate de Carol cel Mare în sensul progresului culturii și al celui material au ridicat nivelul de trai, iar bavarezii nu s-au opus modificărilor care au dus la desființarea propriului ducat. Încorporarea în statul franc, datorată și influenței Bisericii, rezultă cu claritate din faptul că împăratul nu a considerat de cuviință să emită mai mult de două acte care să se refere exclusiv la chestiunile Bavariei.

### Ducatul în perioada carolingiană

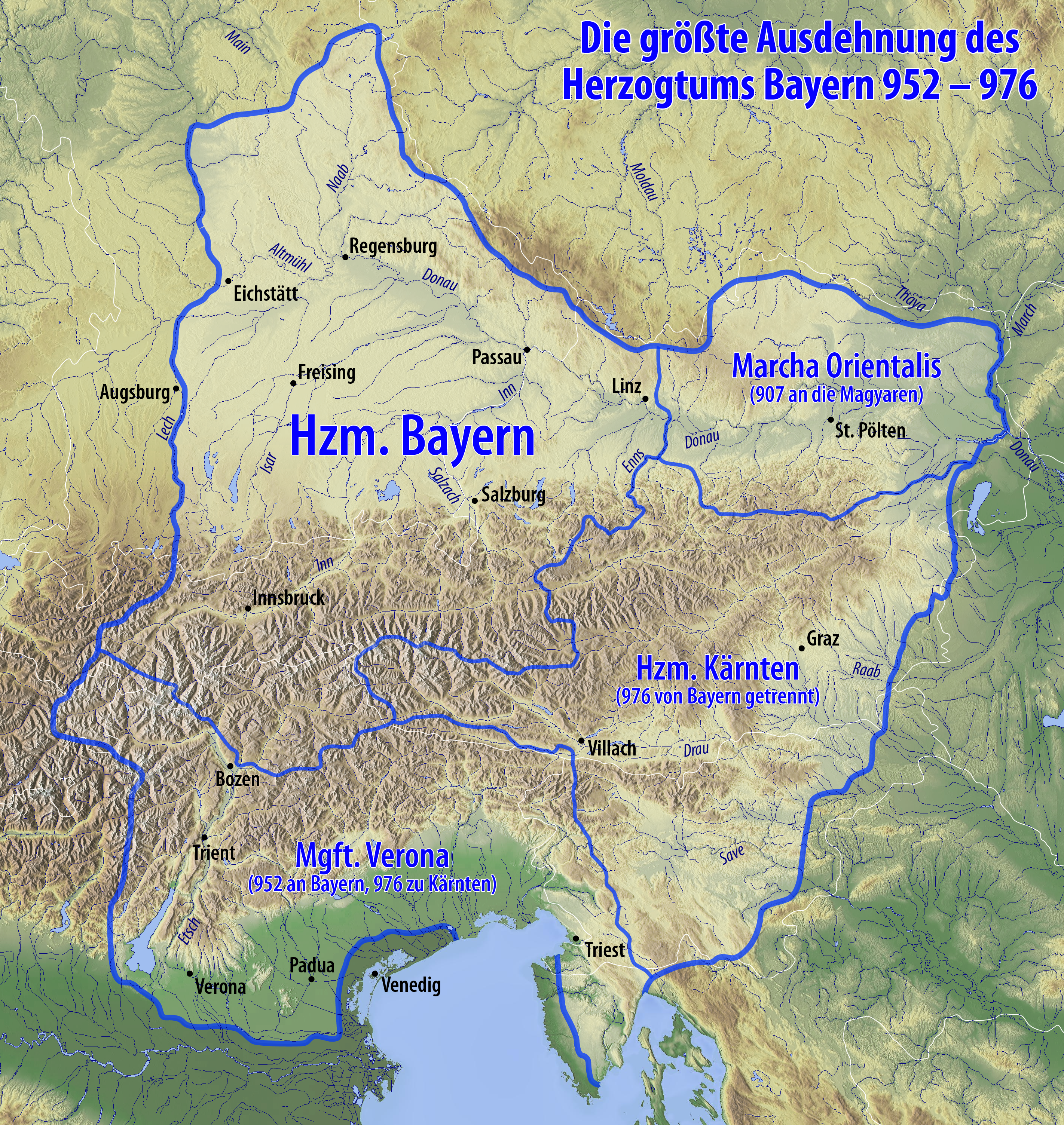
Ducatul Bavaria în secolul al X-lea

În secolul următor, istoria Bavariei se întrepătrunde cu cea a Imperiul carolingian. Ca urmare a partiției de la 817, Bavaria devine parte a componentă a posesiunilor regelui francilor răsăriteni, Ludovic Germanul, fapt confirmat în 843, prin Tratatul de la Verdun. Ludovic a transformat Regensburg în centrul posesiunilor sale și a contribuit la dezvoltarea Bavariei, asigurându-i securitatea prin numeroasele sale campanii împotriva slavilor. În 865, când și-a divizat posesiunile, Ludovic a acordat Bavaria fiului său mai vârstnic, Carloman, cu titlul de rege, care deja se ocupa de administrarea provinciei. După moartea acestuia, în 880, și a scurtei domnii a lui Ludovic al III-lea "cel Tânăr", Bavaria a devenit parte a extinselor domenii ale împăratului Carol cel Gras. Acesta din urmă a fost nevoit să o cedeze rivalului său, Arnulf de Carintia, fiu ilegitim al lui Carloman. Sprijinul bavarezilor a fost decisiv pentru ca Arnulf să îl înlăture definitiv pe Carol cel Gras în 887 din fruntea imperiului și să se impună ca rege al Germaniei în anul următor. După domnia lui Arnulf, în 899 Bavaria a trecut sub conducerea lui Ludovic al IV-lea "Copilul", în timpul căruia în regiune au avut loc incursiuni de pradă ale ungurilor. Rezistența în fața acestora a slăbit constant. Potrivit tradiției, la 5 iulie 907 aproape întregul neam al bavarezilor ar fi pierit în bătălia de la Brezlauspurc (sau de la Pressburg) împotriva invadatorilor unguri.
În timpul domniei lui Ludovic "Copilul", margraful Luitpold, conte de Scheyern, posesorul unor domenii bavareze întinse, guverna Carintia, constituită ca marcă (provincie de graniță) de apărare la frontiera sud-estică a Bavariei. El a murit în timpul marii confruntări cu ungurii, din 907, însă fiul său Arnulf "cel Pleșuv", încheind pace cu invadatorii, a devenit duce de Bavaria în 911, unificând Bavaria și Carintia sub o singură domnie, sub dinastia Luitpoldingi. Regele Germaniei, Conrad I l-a atacat pe Arnulf după ce acesta refuzase să îi recunoască supremația, însă expediția a eșuat.

### Ducatul în perioadele ottoniană și saliană
În 920, succesorul lui Conrad I pe tronul Germaniei, Henric I "Păsărarul" din dinastia ottonilor, l-a recunoscut pe Arnulf "cel Pleșuv", confirmându-i și dreptul de a numi episcopi, de a bate monedă și de a emite legi.
Un conflict cu puterea centrală a izbucnit avându-i ca protagoniști pe fiul și totodată succesorul lui Arnulf Eberhard și fiul lui Henric "Păsărarul", Otto "cel Mare". Eberhard s-a dovedit mai puțin norocos decât tatăl său, încât a fost nevoit în 938 să fugă din Bavaria, pe care Otto a acordat-o (cu privilegii reduse) unchiului lui Arnulf, Berthold I. De asemenea, Otto a numit un conte palatin în persoana lui Arnulf, frate al lui Eberhard, ca reprezentant al puterii regale centrale.
La moartea în 947 a lui Berthold, Otto a acordat ducatul propriului său frate, Henric I, care s-a căsătorit cu Judith, fiică a ducelui Arnulf "cel Pleșuv". Bavarezii nu au fost mulțumiți de domnia lui Henric I, și sunt consemnate dese dispute între duce și populație.
Invaziile ungurilor au luat sfârșit în 955, odată ce au fost înfrânți decisiv de Otto "cel Mare" în bătălia de la Lechfeld, iar teritoriul ducatului Bavaria s-a extins prin încorporarea unor districte din Italia.

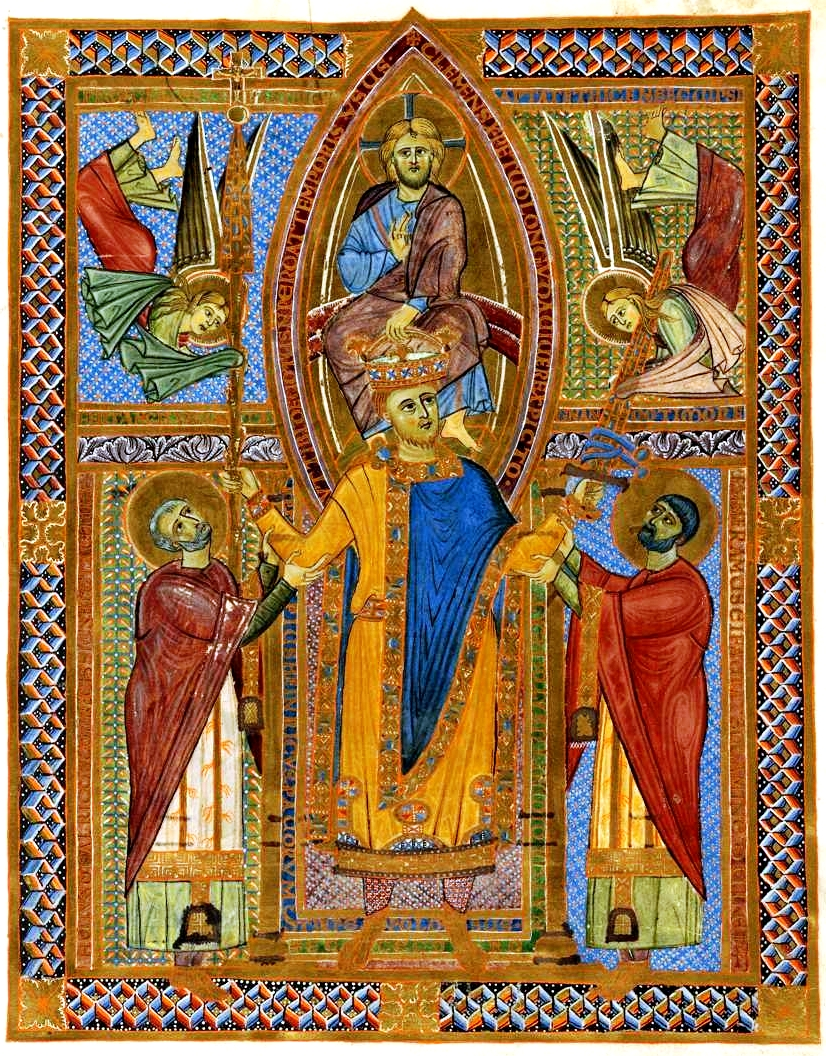
Împăratul Henric al II-lea

În 955, fiul mai mic al lui Henric I, Henric II, supranumit "cel Certăreț", a urmat la conducerea ducatului, însă în 974 el a fost implicat într-o conspirație împotriva regelui Otto al II-lea. Revolta lui Henric al II-lea a izbucnit ca urmare a faptului că regele a acordat ducatul Suabia inamicului său, Otto, nepot de fiu al fostului împărat Otto "cel Mare", și conferise lui Leopold I de Austria, conte de Babenberg nou creata marcă a Bavariei răsăritene, cunoscută ulterior sub numele de Austria. Răscoala a fost curând înăbușită de puterea regală, iar Henric al II-lea, care după evadarea din închisoare, a reluat comploturile, a pierdut în 976 Bavaria în favoarea rivalului său, Otto de Suabia. În același timp, Carintia s-a constituit în ducat separat, a fost reinstaurată funcția de conte palatin, iar biserica bavareză a devenit dependentă direct de rege.
După o scurtă revenire a vechii dinastii a Luitpoldingilor, prin Henric al III-lea "cel Tânăr", Henric al II-lea "cel Certăreț" a revenit în 985 în fruntea ducatului, dovedindu-se un conducător capabil să restabilească ordinea internă, emițând legi importante și luând măsuri de reformare a mănăstirilor. Fiul și succesorul său, ales ulterior rege al Germaniei ca Henric al II-lea în anul 1002, a acordat Bavaria în 1004 cumnatului său, Henric din dinastia de Luxemburg. La moartea acestuia (1026), ducatul a trecut succesiv în mâinile lui Henric al VI-lea "cel Negru", ulterior împărat ca Henric al III-lea, iar apoi altui membru al familiei de Luxemburg, Henric al VII-lea. În 1061, împărăteasa Agnes de Poitou, mama și regenta regelui Henric al IV-lea, a încredințat ducatul lui Otto de Nordheim, devenit Otto al II-lea de Bavaria.

### Stăpânirea familieiWelf
În 1070, regele Henric al IV-lea din Dinastia Saliană l-a depus pe ducele Otto de Nordheim, trecând ducatul Bavaria în posesia contelui Welf (Guelf, Guelph), membru al unei influente familii bavareze cu legături dinastice în Italia de nord (familia d'Este).
Ca urmare a sprijinului acordat papei Grigore al VII-lea împotriva lui Henric al IV-lea, în Controversa pentru învestitură dintre Papalitate și Imperiu, Welf I a pierdut într-o primă fază stăpânirea asupra Bavariei (între 1077 și 1096), însă a recâștigat-o ulterior. După 1101, doi dintre fiii săi i-au succedat la conducerea ducatului: Welf al II-lea și, din 1120, Henric al IX-lea "cel Negru". Amândoi au exercitat o influență considerabilă asupra celorlalți principi germani.
Fiul lui Henric "cel Negru", Henric al X-lea, supranumit "cel Mândru", i-a succedat în 1126, după care a reușit să obțină și stăpânirea asupra ducatului Saxonia, din 1137. Alarmat de această putere crescândă a Welfilor, regele Conrad al III-lea din familia Hohenstaufen a refuzat să accepte ca cele două ducate puternice să se afle sub o conducere unică, declarându-l depus pe Henric "cel Mândru". El a încredințat stăpânirea asupra Bavariei lui Leopold al IV-lea de Austria, margraf de Austria și membru al familiei Babenberg. Când acesta din urmă a murit în 1141, regele a reținut ducatul pentru sine; însă Bavaria a continuat să fie scena unor mari dispute, care au creat dezordini, drept pentru care Conrad a încredințat în 1143 ducatul  Bavaria lui Henric, supranumit Jasomirgott, margraf de Austria, devenit Henric al XI-lea.
Lupta pentru stăpânire asupra ducatului de Bavaria a continuat până în 1156, când împăratul Frederic I Barbarossa, în dorința de a restaura pacea pe întreg cuprinsul Germaniei, l-a convins pe Henric al XI-lea să renunțe la stăpânirea asupra Bavariei, în favoarea Welfului Henric Leul, fiul lui Henric "cel Mândru" și duce de Saxonia, devenit astfel Henric al XII-lea. În schimb, ca recompensă pentru această renunțare, Henric Jasormirgott a obținut ca Austria să fie ridicată la gradul de ducat independenet, prin actul numit Privilegium Minus. Devenit duce, Henric "Leul" a întemeiat orașul München.

### Fluctuații geografice
În era de după dezmembrarea Imperiului Carolingian, granițele Bavariei s-au modificat in continuu și, pentru o lunga perioadă după 955, s-au extins. La apus, râul Lech încă separa Bavaria de Suabia, însă în celelalte puncte cardinale teritoriul bavarez a profitat de oportunitățile de expansiune, iar ducatul a ocupat o suprafață considerabilă la nord de Dunăre. Totuși, în timpul ultimilor ani de sub conducerea Welfilor, s-a înregistrat o tendință inversă, iar extinderea Bavariei s-a oprit. Imensele energii de care a avut parte Henric Leul s-au orientat prioritar spre Ducatul de Saxonia, el neglijând Bavaria, iar când disputa privind sucesiunea bavareză s-a încheiat în 1156, districtul dintre râurile Enns și Inn a devenit provincie austriacă.
Importanța crescândă a fostelor teritorii bavareze marca Stiria (devenită din 1180 ducat) și comitatul Tirol au diminuat puterea Bavariei. Ducatul Carintiei, întinsele teritorii aflate în posesia arhiepiscopului de Salzburg, ca și tendința generalizată către independență sporită a nobilimii seculare și ecleziastice, toate acestea au blocat tendințele expansioniste ale ducilor de Bavaria.

### Sub dinastia Wittelsbach
O nouă perioadă a început când, urmare a trecerii lui Henric Leul sub interdicția imperială din 1180, împăratul Frederic Barbarossa a acordat ducatul Bavaria lui Otto I de Wittelsbach, supranumit "cel Mare" și devenit ducele Otto al III-lea, membru al vechii familii bavareze de Wittelsbach și descendent al conților de Scheyern. Noua dinastie Wittelsbach a domnit în Bavaria fără întrerupere până în 1918. În plus, familia Wittelsbach a achiziționat în 1214 și Palatinatul Elector.
Când Otto I de Wittelsbach a obținut Bavaria prin decizia din septembrie 1180 de la Altenburg, hotarele ducatului cuprindeau Munții Pădurea Boemiei (Böhmerwald) și regiunile mărginite de Alpi și de râurile Inn și Lech. Ducele exercita puterea efectivă și asupra domeniilor private din jurul regiunilor Wittelsbach, Kelheim și Straubing.
Otto I de Wittelsbach (al III-lea de Bavaria) s-a aflat la conducerea ducatului timp de trei ani. Fiul său, Ludovic I i-a succedat în 1183 și a jucat un rol covârșitor în chestiunile ce țineau de Germania pe parcursul primilor ani ai împăratului Frederic al II-lea de Hohenstaufen, însă a murit asasinat la Kelheim în septembrie 1231, după o domnie îndelungată. Fiul lui Ludovic, Otto al II-lea de Wittelsbach, devenit Otto al IV-lea ca duce de Bavaria și supranumit "cel Ilustru" ca urmare a loialității față de Hohenstaufeni, a fost plasat sub interdicție papală. Ca și tatăl său, Otto și-a sporit posesiunilor sale prin cumpărări de terenuri, întărind puterea ducală a Bavariei înainte de a muri în noiembrie 1253.

### Împărțirea ducatului

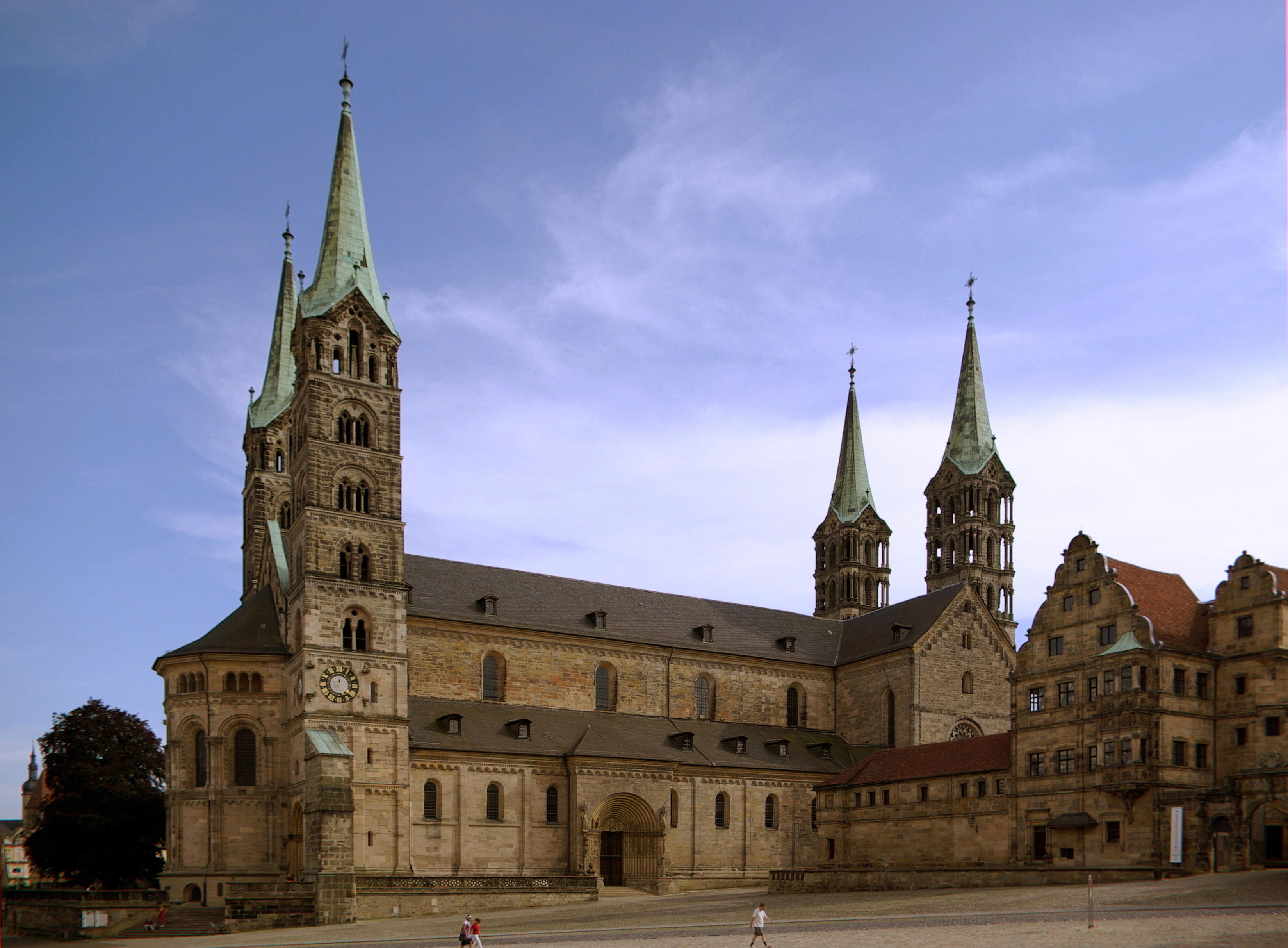
Domul din Bamberg, construcție încheiată în secolul al XIII-lea

Strădania primilor duci din familia Wittelsbach de a spori puterea centrală și de a menține unitatea ducatului s-a bucurat inițial de succes. Însă a fost zădărnicită mai târziu ca urmare a partajului între diverși membri ai familiei, care au transformat Bavaria timp de 250 de ani într-un teritoriu lipsit de unitate, fenomen însoțit de dispute, contestări și războaie între numeroșii membri ai familiei Wittelsbach.
Prima scindare a avut loc în 1255, când fiii lui Otto "cel Ilustru", Henric al XIII-lea și Ludovic al II-lea "cel Sever", care guvernaseră inițial Bavaria timp de doi ani în comun, și-au împărțit  moștenirea: Ludovic a dobândit regiunea sudică a ducatului (ulterior numită Bavaria Superioară) și Palatinatul Elector, iar Henric a trecut la conducerea Bavariei Inferioare.

### Bavaria Inferioară(de răsărit)
Ducele Henric al XIII-lea din Bavaria Inferioară și-a petrecut cea mai mare parte a domniei în dispute cu fratele său Ludovic "cel Sever", cu regele Ottokar al II-lea al Boemiei și cu diverși clerici. Când Henric s-a stins în 1290, stăpânirea sa a fost la rândul ei împărțită între cei trei fii ai săi, Ludovic (al III-lea), Otto (al V-lea) și Ștefan (I). Descendenții acestor trei principi au guvernat Bavaria Inferioară până în 1340, când unicul fiu al lui Henric al XIV-lea "cel Bătrân", Ioan a murit fără urmași. Ca urmare, ducele Ludovic al IV-lea din Bavaria Superioară, devenit și rege german, a preluat și Bavaria Inferioară, restabilind unitatea ducatului.

### Bavaria Superioară
În lunga sa domnie, ducele Ludovic al II-lea „cel Sever” din Bavaria Superioară a devenit cel mai puternic principe sud-german. El a fost paznicul nepotului său, Conradin de Hohenstaufen (Konrad von Hohenstaufen), după execuția căruia din 1268 în Italia, Ludovic și fratele său Henric din Bavaria Inferioară au moștenit domeniile Hohenstaufenilor din Suabia și din alte părți. Ludovic "cel Sever" l-a sprijinit pe Rudolf, conte de Habsburg, în încercarea acestuia din 1273, de a prelua tronul regal german căsătorindu-se cu fiica noului rege, Mechtilda, și ajutându-l în campaniile militare din Boemia.

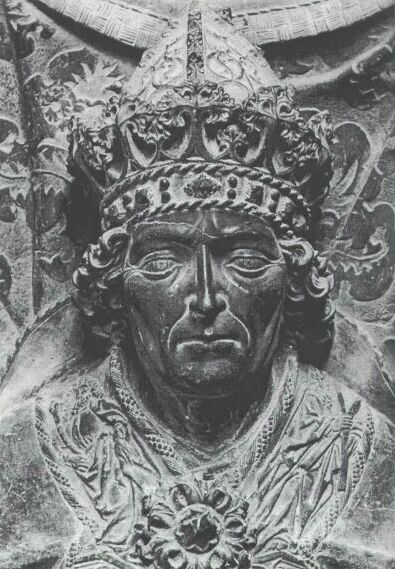
Împăratul Ludovic al IV-lea

Timp de câțiva ani după moartea lui Ludovic cel Sever în 1294, fiii săi, Rudolf I și Ludovic al IV-lea, viitorul împărat Ludovic al IV-lea, au domnit în comun în ducatul Bavariei Superioare. Însă, întrucât relațiile dintre ei nu erau mereu bune, s-a recurs în 1310 la împărțirea Bavariei Superioare, Rudolf obținând teritoriile de la est de Isar și orașul München, iar Ludovic regiunea dintre Isar și Lech. Această împărțire nu a fost de durată, între cei doi frați izbucnind un război, iar în 1317, la trei ani după ce Ludovic a devenit și rege german, Rudolf a fost nevoit să abdice, iar Ludovic a domnit timp de 12 ani în toată Bavaria Superioară. 
O serie de evenimente au făcut ca, în 1329, în virtutea Tratatului de la Pavia, fiii lui Rudolf, Rudolf și Rupert, să obțină stăpânirea asupra Palatinatului renan (stăpânit de familia Wittelsbach încă din 1214), precum și asupra unei părți din Bavaria la nord de Dunăre, ulterior denumită Palatinatul Superior (Oberpfalz). Ludovic al IV-lea a trebuit să accepte și alternanța cu urmașii fratelui său în deciziile privind casa de Wittelsbach.
Pe de altă parte, Ludovic și-a consolidat poziția prin achiziționarea Bavariei Inferioare în 1340. Ducatul era astfel consolidat, situație care a mai durat șapte ani. Însă la moartea sa, în 1347, cei șase fii ai săi și-au împărțit ducatul între ei în 1349. Situația s-a complicat și prin faptul că și celelalte posesiuni ale Ludovic (dobândite din poziția de împărat), precum Brandenburg, Olanda, Hainaut și Tirol, au fost afectate de partiție dintre cei șase frați. Ei au exercitat o autoritate mai mare sau mai mică în Bavaria, însă doar trei dintre ei au avut urmași, și anume cel mai vârstnic, Ludovic al V-lea, totodată margraf de Brandenburg și conte de Tirol, decedat în 1361, intrat în posesia Bavariei Superioare, Ștefan al II-lea duce în Bavaria Inferioară și Albert I duce de Bavaria-Straubing, alături de un alt frate, Wilhelm I  (totodată conte de Hainaut sub numele de Guillaume al III-lea).
Descendența lui Ludovic al V-lea s-a încheiat Meinhard al III-lea de Gorizia-Tirol, la moartea căruia în 1363 Tirolul a fost pierdut în favoarea Habsburgilor și întreaga Bavarie Superioară a intrat în componența Bavariei Inferioare condusă de ducele Ștefan al II-lea. Provincia Brandenburg a fost pierdută în 1373.
Stăpânirile dobândite de ducii Albert I și Wilhelm I (Bavaria-Straubing) au urmat o istorie separată până în 1429, când, după moartea lui Ioan al IV-lea în 1425, posesiunile au fost împărțite între diferitele ramuri ale ducilor din Bavaria Inferioară.
Bavaria Inferioară, cu reședința inițială la Landshut, a suferit la rândul său o partiție în 1392 când cei trei fii ai lui Ștefan al II-lea, după o domnie comună începută în 1375, au condus separat Bavaria-Ingolstadt (Ștefan al III-lea), Bavaria-Landshut (Frederic I), respectiv Bavaria-München (Ioan al II-lea). Descendenții acestora și-au împărțit moștenirea Bavaria-Straubing în 1429.
Toate aceste repetate schimbări și numărul mare de succesori care și-au revendicat drepturile de moștenire, au dus la eclipsarea temporară a Bavariei ca forță în cadrul politicii pangermane. Statele vecine au invadat de câteva ori Bavaria, iar aristocrația regională a ignorat tot mai mult autoritatea ducală.

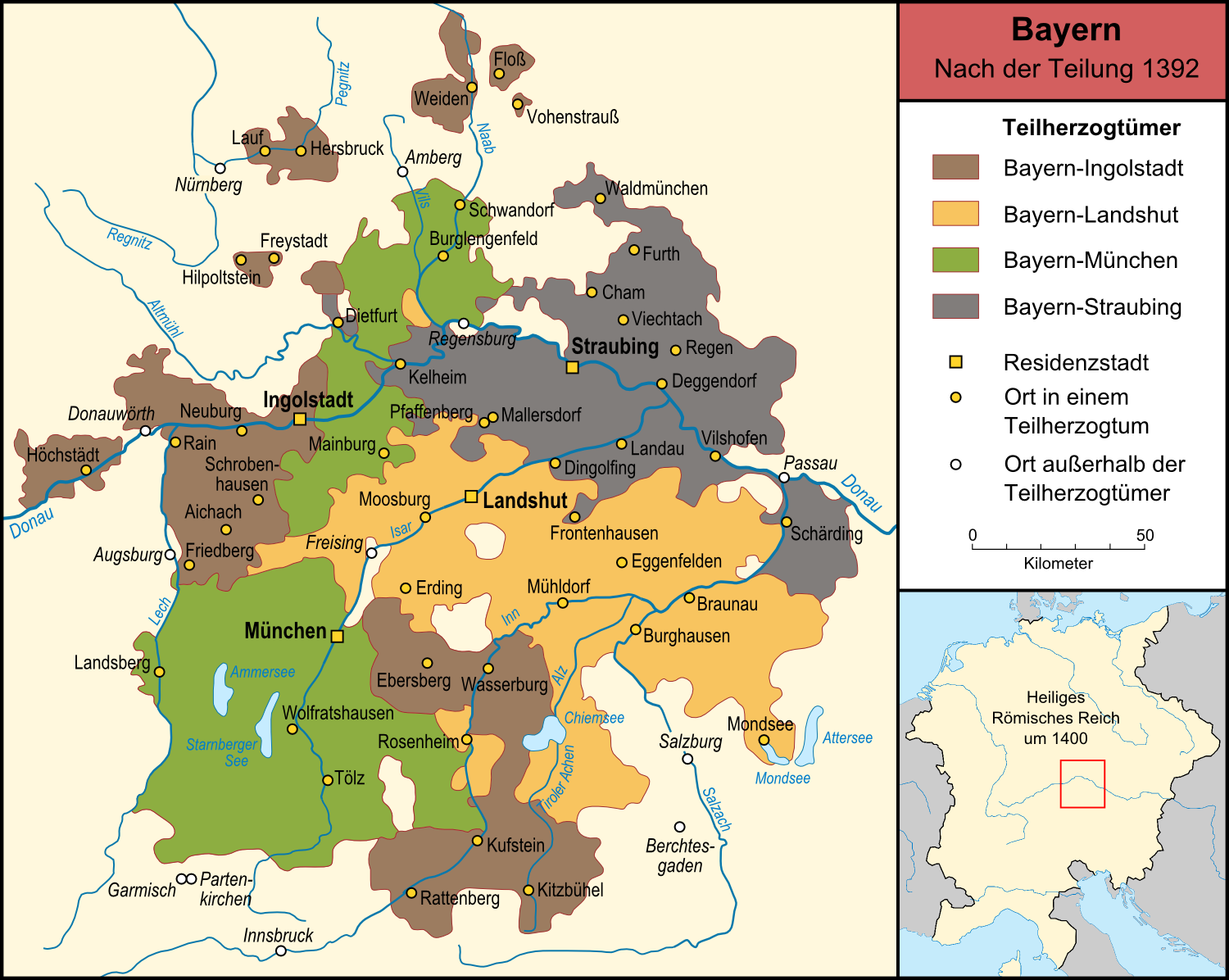
Cele patru ducate bavareze în 1392

### Bavaria-Straubing
Ducatul obținut de Albert I, Bavaria-Straubing, a ajuns succesiv, alături de comitatele Olanda și Hainaut, în posesia fiilor săi Wilhelm al II-lea din 1404, și Ioan al III-lea din 1417, acesta din urmă renunțând la episcopatul de Liège (Lüttich) pentru a prelua noua moștenire. La moartea în 1425 a lui Ioan, această ramură a familiei s-a stins, iar ramurile rămase ale familiei Wittelsbach (cu sediile la Ingolstadt, Landshut și München), după mai multe dispute între diferiți pretendenți, au împărțit între ele Bavaria-Straubing, în timp ce Olanda și Hainaut au trecut în posesia ducilor Burgundiei.

### Bavaria-Ingolstadt
Ducele de Bavaria-Ingolstadt, Ștefan al III-lea a devenit renumit mai mult prin calitățile militare decât prin cele de om de stat. Ca urmare, domnia sa a reprezentat un șir continuu de lupte cu diferite orașe, precum și cu fratele său, Ioan al II-lea, duce de Bavaria-München. La moartea sa din 1413, fiul său Ludovic al VII-lea "cel Bărbos", a preluat posesiunea asupra Bavariei-Ingolstadt. Anterior succesiunii, acesta din urmă jucase un rol important în afacerile Franței, unde sora sa, Isabella se căsătorise cu regele Carol al VI-lea. Ulterior, în 1417, Ludovic "cel Bărbos" a fost implicat într-o dispută violentă cu vărul său, Henric al XVI-lea "cel Bogat", duce de Bavaria-Landshut și, după ce a constituit obiectul interdicției atât papale, cât și imperiale, în 1439, a întâmpinat opoziția propriului său fiu, Ludovic al VIII-lea "cel Șchiop". Acesta din urmă se împotrivea favorii acordate de tatăl său unui alt fiu, ilegitim. Ca urmare, în 1443, cu sprijinul margrafului de Brandenburg, cu care intrase într-o alianță matrimonială, a reușit să impună abdicarea lui Ludovic cel Bărbos. Doi ani mai târziu, Ludovic "cel Șchiop" a murit, și întregul ducat cu reședința la Ingolstadt a trecut în posesia lui Henric "cel Bogat" din Bavaria-Landshut.

### Bavaria-Landshut
După moartea lui Frederic I din 1393, ducatul Bavaria-Ingolstadt a trecut în posesia fiului său, Henric al XVI-lea "cel Bogat". Lunga sa domnie a permis o stabilitate a ducatului bavarez de Landshut, căruia i-a adăugat în 1445 prin moștenire Bavaria-Ingolstadt. Decedat în iulie 1450, i-a succedat fiul său, Ludovic al IX-lea "cel Bogat", în timpul căruia Bavaria a început să recupereze în parte vechea sa importanță ca stat în cadrul Germaniei.
Ludovic al IX-lea a alungat populația evreiască din ducatul său, a sprijinit negustorimea și a îmbunătățit atât administrarea justiției, cât și situația financiară. În 1472 a înființat universitatea din Ingolstadt. A luat măsuri pentru reformarea mănăstirilor și și-a apărat cu succes posesiunile în fața ingerințelor margrafului de Brandenburg, Albert Achilles. Ludovic a fost urmat în ianuarie 1479 de fiul său, George I "cel Bogat". Întrucât acesta din urmă a murit fără urmași în decembrie 1503, a izbucnit un război de succesiune pentru ducatul bavarez de Landshut, revenit în final în posesia familiei Wittelsbach din München.

### Bavaria-München

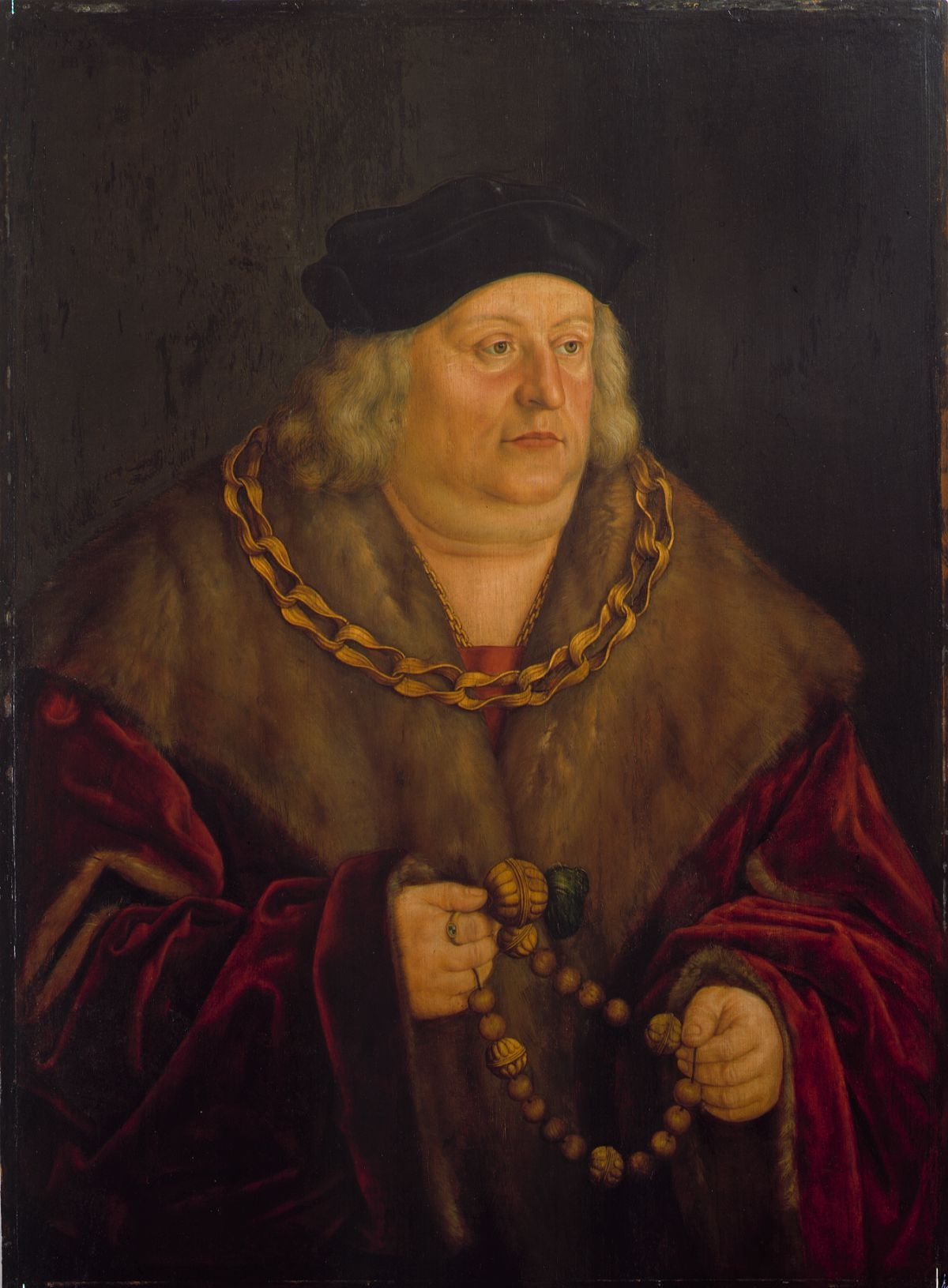
Albert al IV-lea de Bavaria

La moartea lui Ioan al II-lea din 1397, Bavaria-München a revenit fiilor săi Ernest I și Wilhelm al III-lea, care însă au obținut succesiunea abia după o luptă cu Ștefan al III-lea, ducele din Bavaria-Ingolstadt. Cei doi frați au fost apoi angajați într-un război cu celelalte ramuri ale familiei, ca și cu cetățenii din München. Wilhelm al III-lea, loial împăratului Sigismund de Luxemburg, a murit în 1435, lăsând un singur fiu, Adolf, care a murit cinci ani mai târziu. La rândul său, Ernst, a murit în 1438. În 1440, Bavaria-München a revenit integral fiului lui Ernst, Albert al III-lea "cel Pios", care în același an a fost ales și rege al Boemiei. Albert a murit în 1460, lăsând cinci fii, dintre care la conducerea ducatului au ajuns succesiv Ioan al IV-lea, Sigismund I și Albert al IV-lea "cel Înțelept", acesta din urmă fiind inițial instruit pentru preoție.
Albert "cel Înțelept" a adăugat posesiunilor sale districtul de Abensberg, iar în 1504 s-a implicat în succesiunea ducatului de Bavaria-Landshut, după moartea lui George I "cel Bogat". În acest conflict, principalul rival al lui Albert era Rupert, ginerele lui George I și fost episcop de Freising și de asemenea succesor al lui Filip, conte palatin de Rin. Împăratul Maximilian I de Habsburg, având interese din poziția sa de arhiduce de Austria și de conte de Tirol, a intervenit și el în dispută. Rupert a murit în 1504, iar în anul următor a fost încheiat un acord în cadrul dietei din Köln, potrivit căruia împăratul și nepotul lui Filip, Otto și Henric, obțineau câteva districte de mai mică importanță, în vreme ce Albert "cel Înțelept" reușea unificarea întregii Bavarii sub un singur duce. În 1506, Albert a decretat că succesiunea ducatului urma să se facă pe principiul primogeniturii și a luat măsuri pentru consolidarea ducatului. Albert a murit în martie 1508, fiind urmat de fiul Wilhelm al IV-lea "cel Consecvent", a cărui mamă, Cunigunda (Kunigunde), era fiica împăratului Frederic al III-lea de Habsburg (Friedrich von Habsburg).

## Ducatul Bavaria reunificat

### Renaștereașicontrareforma
În pofida decretului din 1506, Wilhelm al IV-lea a fost nevoit în 1516, după o dispută violentă, să cedez o parte din conducerea ducatului de Bavaria fratelui său mai mic Ludovic, împărțirea puterii durând până la moartea acestuia din urmă, în 1545.
Wilhelm a continuat politica tradițională a casei de Wittelsbach de a se opune Habsburgilor, situație care a durat până la 1534, când a fost încheiat tratatul de la Linz cu Ferdinand I de Habsburg, rege al Ungariei și Boemiei. Acordul a fost întărit în 1546, când împăratul Carol Quintul a obținut sprijinul ducelui de Bavaria în războiul său împotriva Ligii de la Schmalkalden, promițându-i posibilitatea succesiunii la tronul Boemiei, precum și demnitatea de elector de care se bucura contele palatin al Rinului. 
Într-o perioadă critică a disputelor religioase, Wilhelm a luat mai multe măsuri de a menține Bavaria în tabăra catolică. Doctrinele reformate înregistraseră progrese în teritoriul Bavaria, drept pentru care ducele a obținut din partea papei drepturi extinse asupra episcopiilor și mănăstirilor. El a luat măsuri represive împotriva reformaților, dintre care mulți au fost alungați, și a invitat iezuiții în ducat (1541), transformând universitatea din Ingolstadt în cartierul general al acestora din Germania. 
Wilhelm a murit în martie 1550, fiind urmat de fiul său, Albert al V-lea "cel Magnific", căsătorit cu o fiică a viitorului împărat Ferdinand I de Habsburg. La începutul domniei, Albert a făcut unele concesii protestanților, care continuau să aibă poziții puternice în Bavaria. Din jurul anului 1563, el și-a modificat atitudinea, favorizând deciziile Conciliul Tridentin și politica de Contrareformă. Întrucât învățământul devenise în Bavaria un monopol al iezuiților, înaintarea protestantismului în ducatul Bavaria a fost practic stopată.
Albert al V-lea a fost un adevărat patron al artelor. Artiști de toate categoriile și-au găsit refugiu la curtea sa din München. Numeroase edificii au fost construite în oraș, iar colecții de lucrări artistice erau aduse din Italia și din alte țări. Cheltuielile pentru crearea unei curți opulente l-au adus pe ducele Albert în conflict cu principalii nobili din ducat, care s-au văzut nevoiți să perceapă impozite suplimentare de la supuși și, cu toate acestea, să se afle în poziția de datorinici la moartea ducelui, survenită în octombrie 1579.

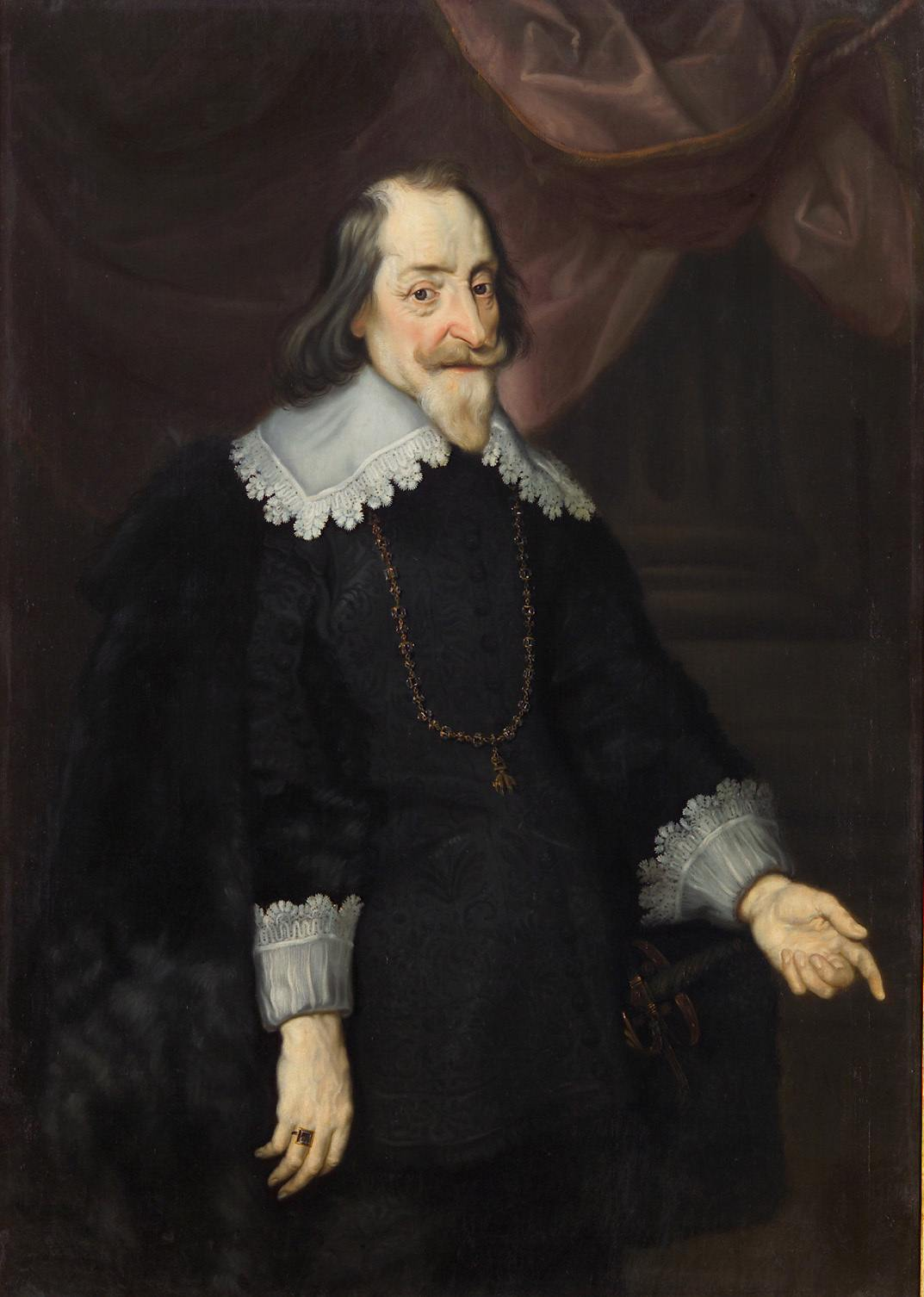
Maximilian I de Bavaria

Ducele următor, fiul lui Albert al V-lea, Wilhelm al V-lea "cel Pios", a primit o instruire iezuită, drept pentru care a arătat un mare atașament față de doctrina iezuită. El l-a susținut în 1583 pentru postul de arhiepiscop de Köln pe fratele său Ernest, iar această demnitate a continuat să fie acordată unor membri din familia Wittelsbach timp de aproape două secole. În 1597, Wilhelm al V-lea a abdicat în favoarea fiului său, Maximilian I "cel Mare", și s-a retras la mănăstire (unde a murit în 1626).
Maximilian I a preluat un ducat împovărat de datorii și într-o stare de dezordine, însă zece ani de domnie eficientă a dus la schimbări remarcabile. Finanțele și sistemul juridic au fost reorganizate, au fost constituite o clasă de funcționari publici și o miliție, iar unele districte au trecut sub autoritate ducală directă. Rezultatul reformelor l-a constituit unitatea și ordinea internă a ducatului, ceea ce i-a permis lui Maximilian "cel Mare" să joace un rol important în Războiul de Treizeci de Ani. În primii ani ai conflagrației, evoluțiile militare pozitive au permis achiziționarea provinciei Palatinatul Superior. Odată cu acesta, Maximilian a obținut demnitatea de principe-elector, de care ramura veche a familiei Wittelsbach beneficia încă din 1356. Odată cu accederea la titlul de principe-elector al lui Maximilian I s-a încheiat istoria Ducatului de Bavaria.
Vezi Electoratul de Bavaria